# Frank P. Banta
Frank P. Banta (29. března 1870 New York – 30. listopadu 1903 New York) byl americký pianista a studiový umělec aktivní v letech 1890 a 1900.

## Život
Narodil se v New Yorku Johnu Williamu Bantovi a Frances Green Bantové (Darrowové). Naučil se hrát na klavír, když pracoval jako ladič pian a do roku 1893 byl domácím pianistou pro New York Phonograph Company (dceřiná společnost North American Phonograph Company). V prosinci téhož roku vedl orchestr „Banta's Parlor Orchestra“ patřící North American Phonograph Company. Roku 1896 nahrával jako klavírní doprovod a dirigent orchestru „Banta's Orchestra“ pro společnost Walcutt a Leeds a možná již v předchozích letech pro společnost Walcutt, Miller & Co., jejího předchůdce. Banta's Orchestra v roce 1896 nahrál 15 válečků pro společnost Columbia Phonograph Company. Společnost Chicago Talking Machine Company také uváděla na trh nahrávky Banta's Orchestra, i když není jasné, zda je nahrála sama, nebo zda kopírovala záznamy pořízené jinou společností.
Převážná část nahrávací činnosti Franka P. Banty byla v roli firemního pianisty Edisonovy národní fonografické společnosti. Oznámení o jeho úmrtí v měsíčníku společnosti Edison Phonograph Monthly uvádí: „Byly to jeho ruce, kdo nahrál klavírní doprovod u více než poloviny záznamů v Edisonově katalogu.“ Pro Edisona také nahrál jednu vlastní sólovou skladbu „Violets“ (Edison Gold Molded č. 8394). V září 1903 nahrál tři válečky pro firmu Victor, a sice jedno klavírní sólo (Hello! Ma Baby) a dva doprovody kornetisty Herberta L. Clarka.
Banta si brzy osvojil a prosazoval ragtime a jeho doprovod je jedním z prvních zaznamenaných příkladů tohoto stylu. Byl také považován za spolehlivého pianistu, který dokázal mnohokrát zahrát stejné skladby stejně, než byla k dispozici spolehlivá metoda kopírování záznamů. Kromě své nahrávací práce složil Banta v letech 1895 až 1903 nejméně 14 skladeb, především ragtimová klavírní sóla nebo populární písně, a zaranžoval slavnou „Laughing Song“ popularizovanou Georgem W. Johnsonem.
Frank P. Banta byl otcem o něco slavnějšího pianisty Franka E. Banty, který hodně nahrával v letech 1916 až 1939, zejména pro značku Victor. Frank P. Banta zemřel v New Yorku ve věku 33 let po delší nemoci.

## Kompozice
- Wheelmen's Patrol (1895)
- Wheeling, Wheeling (or Love a Wheel) (1895)
- She's a Pretty Lass (1896)
- Olga: Waltzes (1897)
- On the Housatonic (1897)
- The Chaser: Two Step (1897)
- Say You'll Be Mine in a Year, Love (1897)
- Dancing on the Dock (1897)
- Ragged William: A Darkey's Idea of the William Tell Overture in Rag-time (1899)
- Kareless Koon (1899)
- Halimar: Oriental Rondo (1901)
- The Town Pump: Characteristic March (1902)
- Sonoma: Dance (1903)
- Dimpled Dolly Daisy Day (1903)